# Guillaume-Ernest de Saxe-Weimar-Eisenach
Titres
Prétendant au trône de Saxe-Weimar-Eisenach
9 novembre 1918 – 24 avril 1923
(4 ans, 5 mois et 15 jours)
Grand-duc de Saxe-Weimar-Eisenach
5 janvier 1901 – 9 novembre 1918
(17 ans, 10 mois et 4 jours)
Guillaume-Ernest de Saxe-Weimar-Eisenach, né le 10 juin 1876 à Weimar et mort le  24 avril 1923 à Heinrichau, est le dernier grand-duc de Saxe-Weimar-Eisenach, de 1901 à 1918.
Fils du prince héritier Charles-Auguste et de Pauline de Saxe-Weimar-Eisenach, il succède à son grand-père Charles-Alexandre, son père étant mort en 1894. Il abdique le 9 novembre 1918 (à cette occasion, il fut surnommé le « prince le plus impopulaire de toute l'Allemagne ») et se réfugie en Silésie, où il meurt quatre ans plus tard.
Il est héritier présomptif du trône des Pays-Bas du 23 mars 1897 au 30 avril 1909, jusqu'à la naissance de Juliana.

## Descendance
Le 30 avril 1903, Guillaume-Ernest épouse la princesse Caroline de Reuss-Greiz (1884-1905), fille du prince Henri XXII Reuss-Greiz. Ils n'ont pas d'enfants.
Veuf à l'âge de 29 ans, Guillaume-Ernest se remarie le 21 janvier 1910 avec la princesse Théodora de Saxe-Meiningen (1890-1972), fille du prince Frédéric-Jean de Saxe-Meiningen. Ils ont quatre enfants :
- Sophie (en) (20 mars 1911 – 21 novembre 1988), elle épouse en 1938 le prince Frédéric-Gonthier de Schwarzbourg (1901-1971) et divorce la même année ;
- Charles-Auguste (28 juillet 1912 – 14 octobre 1988) ;
- Bernard-Frédéric (3 mars 1917 – 23 mars 1986), il épouse en 1943 la princesse Felicitas de Salm-Horstmar (de) (née en 1920) et divorce en 1956 (d'où postérité) ;
- Georges-Guillaume (24 novembre 1921 – 11 mars 2011), il épouse en 1953 Gisèle Janisch (née en 1930), prend le nom de Jörg Brena (de) la même année et renonce à ses droits de succession (d'où postérité).